# Bunești-Averești
Bunești-Averești è un comune della Romania di 2 863 abitanti, ubicato nel distretto di Vaslui, nella regione storica della Moldavia. 
Il comune è formato dall'unione di 7 villaggi: Armășeni, Averești, Bunești, Plopi, Podu Oprii, Roșiori, Tăbălăiești.
La sede comunale è ubicata nell'abitato di Averești.

## Storia
La zona di Bunești-Averești è strettamente legata alle vicende storiche della regione della Moldavia, caratterizzata da una lunga tradizione agricola e da influenze di vari regimi nel corso dei secoli.
Nel XV secolo, la regione fu teatro di conflitti tra il voivoda della Moldavia, Ștefan III cel Mare, e l'Impero Ottomano, culminando nella storica Battaglia di Vaslui del 1475, in cui l'esercito moldavo ottenne una vittoria decisiva contro le forze ottomane.
Nel corso dei secoli successivi, la regione subì ripetute invasioni da parte di popolazioni migratorie, tra cui turchi e tartari, che devastarono numerose località, tra cui Vaslui e Bârlad. Queste incursioni influenzarono profondamente la vita sociale ed economica della zona.
Tradizionalmente, l'economia di Bunești-Averești è stata fondata sull'agricoltura. Attualmente, la principale attività economica è la coltivazione di terreni e l'allevamento di animali. Negli ultimi anni, si è registrato uno sviluppo del commercio, dei servizi e delle costruzioni. Inoltre, l'apicoltura ha visto una crescita significativa, con circa 2.500 famiglie di api presenti nella zona.
La presenza di una ricca flora, tra cui tigli e acacie, ha favorito lo sviluppo dell'apicoltura, mentre la disponibilità di 400 ettari di terreno è stata utilizzata per la piantagione di alberi da frutto come mele, pere, albicocche, ciliegie, visciole e noci. L'uso di tecnologie moderne e la presenza di centri di raccolta e lavorazione dei frutti hanno contribuito a migliorare la produttività agricola dell posto.

## Geografia
Il comune è composto da due villaggi principali: Bunești e Averești, quest'ultimo che dà il nome al comune. Si trova in una zona prevalentemente rurale, con un paesaggio dominato da terre agricole.

## Demografia
Il comune ha una popolazione di circa 2.863 abitanti. La maggior parte della popolazione vive nei villaggi di Bunești e Averești, dove la vita rurale e agricola rimane predominante.

## Economia
L'economia del comune è storicamente legata all'agricoltura, con la coltivazione di terre agricole come principale attività economica. Negli ultimi anni, anche il settore dei servizi ha cominciato a crescere, sebbene l'agricoltura continui a essere il pilastro principale dell'economia locale.